# جنگ علیه تروریسم
جنگ علیه تروریسم با نام رسمی جنگ جهانی علیه تروریسم (GWOT)، یک کارزار نظامی جهانی ضدتروریسم است که توسط آمریکا پس از حملات ۱۱ سپتامبر آغاز شد و همچنین جدیدترین درگیری جهانی است که شامل جنگ‌های متعدد است. اهداف اصلی این کارزار، اسلام ستیزه‌جو و جهادگرایی سلفی سازمان‌های مسلحی مانند القاعده، داعش و وابستگان بین‌المللی آنها بودند که برای سرنگونی دولت‌های مختلف جهان اسلام شورش‌های نظامی به راه انداختند. سایر اهداف اصلی شامل رژیم حزب بعث در عراق بود که در جریان تهاجم به عراق در سال ۲۰۰۳ سرنگون شد و جناح‌های مختلف ستیزه‌جویی که در جریان متعاقب آن در شورش عراق جنگیدند.
«جنگ علیه ترور» از جنگ به عنوان استعاره برای توصیف انواع اقدامات خارج از تعریف سنتی جنگ استفاده می‌کند. چهل و سومین رئیس‌جمهور ایالات متحده جورج دبلیو بوش برای اولین بار در ۱۶ سپتامبر ۲۰۰۱ از اصطلاح «جنگ علیه تروریسم» استفاده کرد، و سپس چند روز بعد در یک سخنرانی رسمی در کنگره از «جنگ علیه تروریسم» استفاده کرد. بوش دشمن جنگ با تروریسم را «شبکه رادیکال تروریست‌ها و هر دولتی که از آنها حمایت می‌کند» نام برد. درگیری اولیه با هدف القاعده، با تئاتر اصلی در افغانستان و پاکستان، منطقه ای که بعداً به عنوان " افپاک " شناخته شد، انجام شد. اصطلاح «جنگ علیه ترور» بلافاصله توسط افرادی از جمله ریچارد مایرز، رئیس وقت ستاد مشترک ارتش مورد انتقاد قرار گرفت و در نهایت دولت بوش از اصطلاحات ظریف تری برای تعریف کمپین استفاده کرد. در حالی که "جنگ علیه تروریسم" هرگز به عنوان نام رسمی عملیات ایالات متحده استفاده نشد، مدال خدمات جنگ جهانی علیه تروریسم توسط نیروهای مسلح ایالات متحده صادر شد و صادر می‌شود.
با پایان یافتن جنگ‌های بزرگ و تنها عملیات‌های رزمی سطح پایین در برخی نقاط، پایان جنگ در افغانستان در اوت ۲۰۲۱ برای بسیاری در غرب نماد پایان مشهود جنگ یا حداقل مرحله اصلی آن است. ارتش ایالات متحده اعطای مدال خدمات دفاع ملی برای جنگ جهانی علیه تروریسم را در ۳۱ دسامبر ۲۰۲۲ متوقف کرد. از سال ۲۰۲۳، عملیات‌های مختلف در این کمپین در جریان است، از جمله یک کمپین ضد شورش در سومالی. طبق پروژه هزینه‌های جنگ، جنگ‌های پس از ۱۱ سپتامبر ۳۸ میلیون نفر را آواره کرده است، که دومین تعداد جابجایی اجباری از هر درگیری از سال ۱۹۰۰ است، و باعث حداقل ۴٫۵ میلیون کشته (مستقیم و غیر مستقیم) در افغانستان، عراق، لیبی، فیلیپین، پاکستان، سومالی، سوریه و یمن. آنها همچنین تخمین می‌زنند که بیش از ۸ تریلیون دلار برای خزانه داری ایالات متحده هزینه داشته است.
بحث بر سر جنگ بر اخلاقیات، تلفات و تداوم آن متمرکز شده است. با انتقاد منتقدان از اقدامات دولت برای نقض آزادی‌های مدنی و حقوق بشر. اقدامات جنجالی نیروهای نظامی ائتلاف محکوم شده است. از جمله جنگ با هواپیماهای بدون سرنشین، مراقبت، شکنجه، تحویل فوق‌العاده و جنایات جنگی مختلف. دولت‌های شرکت کننده به دلیل اجرای اقدامات استبدادی، سرکوب اقلیت‌ها، به دلیل دامن زدن به اسلام هراسی در سطح جهانی، و ایجاد اثرات منفی بر سلامت و محیط زیست مورد انتقاد قرار گرفته‌اند. تحلیلگران امنیتی با اشاره به اینکه تروریسم یک دشمن قابل شناسایی نیست، تأکید می‌کنند که هیچ راه حل نظامی برای مناقشه وجود ندارد و بر اهمیت مذاکرات و راه حل‌های سیاسی برای حل ریشه‌های اصلی بحران‌ها تأکید کرده‌اند.

## واژه‌شناسی
عبارت جنگ علیه تروریسم به‌طور خاص به کارزار نظامی رهبری شده توسط ایالات متحده، بریتانیا و کشورهای همپیمان علیه سازمان‌ها و رژیم‌هایی که توسط آنها به عنوان تروریست معرفی شده‌اند، استفاده می‌شود و معمولاً سایر عملیات‌ها و کمپین‌های مستقل ضد تروریستی مانند آنها توسط روسیه و هند. از این درگیری با نام‌هایی غیر از جنگ علیه تروریسم نیز یاد شده است. همچنین به عنوان زیر شناخته شده است:
- جنگ جهانی چهارم[۳۴] (با فرض اینکه جنگ سرد جنگ جهانی سوم باشد)
- جنگ جهانی سوم[۳۵]
- جنگ بوش علیه ترور[۳۶]
- جنگ طولانی[۳۷][۳۸]
- جنگ ابدی[۳۹]
- جنگ جهانی علیه ترور[۴۰]
- جنگ علیه القاعده[۴۱]
- جنگ ترور[۴۲] (از دیدگاه افرادی که درگیری‌های ناشی از مداخله مستمر خارجی و داخلی را به عنوان منبع وحشت تجربه می‌کنند؛ همچنین از تلفظ اشتباه عمدی ساشا بارون کوهن «جنگ علیه ترور» در فیلم طنز بورات در سال ۲۰۰۶! آموزش‌های فرهنگی آمریکا برای سود بردن ملت شکوهمند قزاقستان .)

### استفاده از عبارت و توسعه آن
عبارت «جنگ علیه تروریسم» در فرهنگ عامه آمریکای شمالی و اصطلاحات سیاسی ایالات متحده قبل از جنگ علیه تروریسم وجود داشت. اما تا حملات ۱۱ سپتامبر بود که به عنوان یک عبارت قابل تشخیص در سطح جهانی و بخشی از واژگان روزمره ظاهر شد. تام بروکاو که به تازگی شاهد فروریختن یکی از برج‌های مرکز تجارت جهانی بود، اعلام کرد: «تروریست‌ها به [آمریکا] اعلام جنگ کرده‌اند». در ۱۶ سپتامبر ۲۰۰۱، در کمپ دیوید، جورج دبلیو بوش، رئیس‌جمهور ایالات متحده، هنگام پاسخ به سؤال یک روزنامه‌نگار در مورد تأثیر افزایش اختیارات اجرای قانون که به آژانس‌های نظارتی ایالات متحده بر آزادی‌های مدنی آمریکایی‌ها داده شده بود، از عبارت جنگ علیه تروریسم در اظهارنظری ظاهراً بدون نسخه استفاده کرد.
"این نوع جدیدی از شر است - نوع جدیدی از شر. و ما درک می‌کنیم. و مردم آمریکا شروع به درک می‌کنند. این جنگ صلیبی، این جنگ علیه تروریسم مدتی طول خواهد کشید. و مردم آمریکا باید صبور باشند. من صبور خواهم بود.»
اشاره به جنگ‌های صلیبی به دلیل مفاهیم بحث‌برانگیز آن در جهان اسلام و روابط تاریخی مسلمانان و مسیحیان مورد انتقاد شدید قرار گرفت. جورج بوش در ۲۰ سپتامبر ۲۰۰۱، طی یک سخنرانی تلویزیونی در جلسه مشترک کنگره گفت: «جنگ ما علیه تروریسم با القاعده آغاز می‌شود، اما به همین‌جا ختم نمی‌شود. تا زمانی که هر گروه تروریستی در سطح جهانی پیدا نشود، متوقف و شکست بخورد، پایان نخواهد یافت.»
هم این اصطلاح و هم سیاست‌هایی که بیان می‌کند منبع مناقشه‌های مداوم بوده است، زیرا منتقدان استدلال می‌کنند که برای توجیه جنگ پیشگیرانه یک‌جانبه، نقض حقوق بشر و سایر موارد نقض قوانین بین‌المللی استفاده شده است. نظریه‌پرداز سیاسی ریچارد جکسون استدلال کرده است که «جنگ علیه تروریسم» به‌طور هم‌زمان مجموعه‌ای از شیوه‌های واقعی - جنگ‌ها، عملیات‌های مخفی، آژانس‌ها و نهادها- و مجموعه‌ای از مفروضات، باورها، توجیه‌ها و روایت‌ها است. این یک زبان یا گفتمان کامل است." جکسون در میان نمونه‌های بسیاری به بیانیه‌ای از جان اشکرافت اشاره می‌کند که «حملات ۱۱ سپتامبر خط روشنی از مرزبندی بین مردم عادی و وحشی ترسیم کرد». مقامات دولتی همچنین «تروریست‌ها» را منفور، خیانتکار، وحشی، دیوانه، منحرف، بی ایمان، انگلی، غیرانسانی، و معمولاً شرور توصیف کردند. در مقابل، آمریکایی‌ها شجاع، دوست داشتنی، سخاوتمند، قوی، مدبر، قهرمان و محترم به حقوق بشر توصیف شدند.

### کاهش استفاده از عبارت توسط دولت ایالات متحده
در آوریل ۲۰۰۷، دولت بریتانیا به‌طور علنی اعلام کرد که استفاده از عبارت «جنگ علیه ترور» را کنار می‌گذارد، زیرا آنها آن را کمتر از مفید دانستند. این موضوع اخیراً توسط لیدی الیزا منینگهام بولر توضیح داده شده است. رئیس سابق MI5 در سخنرانی ریث در سال ۲۰۱۱ گفت که حملات ۱۱ سپتامبر «یک جنایت بود، نه یک اقدام جنگی». بنابراین من هرگز فکر نکردم که اشاره به جنگ علیه ترور مفید است.»
باراک اوباما، رئیس‌جمهور ایالات متحده، به ندرت از این واژه استفاده کرد، اما در سخنرانی تحلیف خود در ۲۰ ژانویه ۲۰۰۹، اظهار داشت: «ملت ما در جنگ علیه شبکه گسترده خشونت و نفرت است.» در مارس ۲۰۰۹، وزارت دفاع رسماً نام عملیات را از «جنگ جهانی علیه ترور» به «عملیات اضطراری خارج از کشور» (OCO) تغییر داد. در مارس ۲۰۰۹، دولت اوباما از کارکنان پنتاگون درخواست کرد که از استفاده از این اصطلاح اجتناب کنند و در عوض از «عملیات اضطراری خارج از کشور» استفاده کنند. اهداف اساسی دولت بوش «جنگ با تروریسم»، مانند هدف قرار دادن القاعده و ایجاد اتحادهای بین‌المللی ضد تروریسم، همچنان پابرجاست.

### کنارگذاشتن عبارت
در ماه مه ۲۰۱۰، دولت اوباما گزارشی را منتشر کرد که در آن استراتژی امنیت ملی خود را تشریح کرد. این سند عبارت «جنگ جهانی علیه تروریسم» دوران بوش و اشاره به «افراط گرایی اسلامی» را حذف کرد و بیان کرد: «این یک جنگ جهانی علیه یک تاکتیک - تروریسم یا یک دین - اسلام نیست. ما در حال جنگ با یک شبکه خاص، القاعده، و گروه‌های تروریستی آن هستیم که از تلاش‌ها برای حمله به ایالات متحده، متحدان و شرکای ما حمایت می‌کنند.»
استفاده از اصطلاح «جنگ علیه ترور» در ابتدا در می 2010 و دوباره در می متوقف شد. در ۲۳ مه ۲۰۱۳، باراک اوباما، رئیس‌جمهور ایالات متحده، اعلام کرد که «جنگ علیه تروریسم» به پایان رسیده است، گفت که ایالات متحده علیه یک تاکتیک جنگ نخواهد کرد، بلکه در عوض بر گروه خاصی از شبکه‌های تروریستی تمرکز خواهد کرد. سایر مبارزات نظامی آمریکا در طول دهه ۲۰۱۰ نیز توسط افراد و رسانه‌ها بخشی از «جنگ علیه تروریسم» تلقی شده است. ظهور دولت اسلامی در عراق و سوریه طی سال‌های ۲۰۱۴–۲۰۱۵ منجر به عملیات جهانی عزم ذاتی و کمپین بین‌المللی برای نابودی این سازمان تروریستی شد. این کارزار دیگری از «جنگ علیه تروریسم» تلقی می‌شد.
در دسامبر ۲۰۱۲، جه جانسون، مشاور کل وزارت دفاع، در سخنرانی در دانشگاه آکسفورد، اظهار داشت که جنگ علیه القاعده زمانی پایان می‌یابد که گروه تروریستی تضعیف شود و دیگر قادر به «حملات استراتژیک» نباشد. و «به‌طور مؤثر نابود شد.» در آن مرحله، جنگ دیگر تحت قوانین بین‌المللی یک درگیری مسلحانه نخواهد بود، و نبرد نظامی می‌تواند با عملیات اجرای قانون جایگزین شود.
در ماه مه ۲۰۱۳، دو سال پس از ترور اسامه بن لادن، باراک اوباما سخنرانی کرد که در آن از عبارت جنگ جهانی علیه تروریسم در گیومه (که رسماً توسط کاخ سفید رونویسی شده است) استفاده کرد: "حالا اشتباه نکنید، تروریست‌ها هنوز هم هستند. ملت ما را تهدید کند . . . در افغانستان، انتقال خود را به مسئولیت افغانستان در قبال امنیت آن کشور تکمیل خواهیم کرد. . . . فراتر از افغانستان، ما باید تلاش خود را نه به عنوان یک "جنگ جهانی علیه تروریسم" بی حد و حصر، بلکه به عنوان مجموعه ای از تلاش‌های مداوم و هدفمند برای از بین بردن شبکه‌های خاص افراط گرایان خشن که آمریکا را تهدید می‌کنند، تعریف کنیم. در بسیاری از موارد، این امر مستلزم مشارکت با کشورهای دیگر است." با این وجود، در همین سخنرانی، در تلاش برای تأکید بر قانونی بودن اقدامات نظامی انجام شده توسط آمریکا، با اشاره به اینکه کنگره اجازه استفاده از زور را داده است، ادامه داد: «بر اساس قوانین داخلی و قوانین بین‌المللی، ایالات متحده با القاعده، طالبان و نیروهای وابسته به آنها در حال جنگ است. ما در حال جنگ با سازمانی هستیم که در حال حاضر اگر ما جلوی آنها را نگیریم، تا آنجا که می‌توانند آمریکایی‌ها را می‌کشند. پس این یک جنگ عادلانه است، جنگی که به تناسب، در آخرین راه و برای دفاع از خود به راه افتاده است.»
با این وجود، استفاده از عبارت «جنگ علیه تروریسم» در سیاست ایالات متحده همچنان ادامه دارد. به عنوان مثال، در سال ۲۰۱۷، مایک پنس، معاون رئیس‌جمهور ایالات متحده، بمباران پادگان‌های بیروت در سال ۱۹۸۳ را «نقطه آغاز جنگی که ما از آن زمان تاکنون به راه انداخته‌ایم - جنگ جهانی علیه تروریسم» نامید.

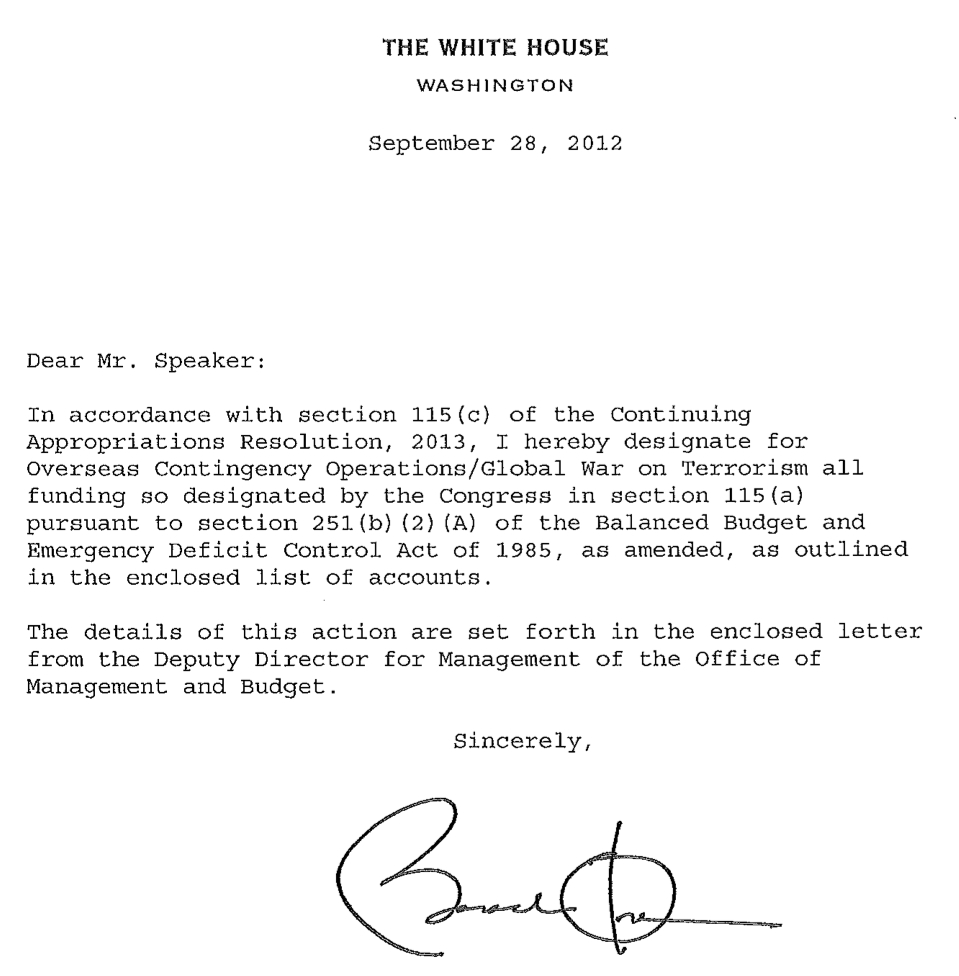
نامه باراک اوباما مبنی بر تخصیص بودجه کنگره برای "عملیات اضطراری خارج از کشور/جنگ جهانی علیه تروریسم"

## برای مطالعهٔ بیشتر
- Coughlin, Stephen (2015). Catastrophic Failure: Blindfolding America in the Face of Jihad. CreateSpace Independent Publishing Platform. ISBN 978-1-5116-1750-5.
- Davis, John, ed. Terrorism in Africa: the evolving front in the war on terror (Lexington Books, 2012). [بدون شابک]
- De Goede, Marieke. "The politics of preemption and the war on terror in Europe." European journal of international relations 14.1 (2008): 161–185. online
- Dimaggio, Anthony. Mass Media, Mass Propaganda: Understanding the News in the 'War on Terror'. (Lexington Books, 2008).
- Hill, Joshua, Willard M. Oliver, and Nancy E. Marion. " 'Shaping history' or 'Riding the wave'?: President Bush's influence on the public opinion of terrorism, homeland security, & crime." Journal of Criminal Justice 38.5 (2010): 896-902.
- Jackson, Richard. Writing the War on Terrorism: Language, Politics and Counter-Terrorism. (Manchester University Press, 2005). شابک ‎۰۷۱۹۰۷۱۲۱۶.
- Jones, David Martin, and M.L.R. Smith. "The age of ambiguity: Art and the war on terror twenty years after 9/11." Studies in Conflict & Terrorism (2021): 1–20. online
- Lansford, Tom. 9/11 and the Wars in Afghanistan and Iraq. A Chronology and Reference Guide (ABC-CLIO, 2012). excerpt
- Lansford, Tom, Robert P. Watson, and Jack Covarrubias, eds. America's war on terror (2nd ed. Ashgate, 2009). excerpt
- Mueller, Mueller (2008). "War on Terror".  In Hamowy, Ronald (ed.). The Encyclopedia of Libertarianism. Thousand Oaks, CA: Sage; Cato Institute. pp. 531–533. doi:10.4135/9781412965811.n323. ISBN 978-1-4129-6580-4. OCLC 750831024.
- Ryan, Maria. "‘War in countries we are not at war with’: The ‘war on terror’ on the periphery from Bush to Obama." International Politics 48.2 (2011): 364–389.
- Webel, Charles, and Mark Tomass, eds. Assessing the War on Terror: Western and Middle Eastern Perspectives (Taylor & Francis, 2017).